# Великодержавний шовінізм
Великодержа́вний шовіні́зм — різновид ідеології й практика владних верств панівної нації в багатонаціональній державі, що характеризується проповідуванням винятковості чільної (державної) нації та її виключних переваг над іншими націями, що мешкають у країні. Спрямований на пригноблення і поневолення інших націй.
Термін вживається також щодо міжнародних стосунків між «великими» та «малими» державами у випадку нерівноправних взаємовідносин між ними.
Великодержавний шовінізм проявляється насамперед у політиці імперіалізму, колоніалізму і неоколоніалізму, в насадженні розбрату між народами, дискримінації, цькуванні пригноблених національностей, у расизмі.
Великодержавний шовінізм виник з утворенням націй, національних і багатонаціональних держав. Набув найбільшого поширення в епоху імперіалізму (фашизм, нацизм, більшовизм).

## У Російській імперії
Характеризуючи російську історіографію за часів Російської імперії, ще у 30-х роках 20 століття російська пропаганда вказувала:
|  | У середині 17 ст. Україна переживає антифеодальну селянську революцію, що відома в історії як Хмельниччина <…> Внаслідок революції східна частина України, що раніше входила до Литовської держави, утворює окрему станово-козацьку державу — Гетьманщину, що знаходиться під управлінням козацької старшини на чолі із її виборним гетьманом, котра увійшла 1654 року на васальних правах до складу Московської держави. Великодержавно-шовіністична історіографія розглядала так зване «приєднання України » до Росії 1654 року як «возз'єднання» двох частин єдиної «російської» національності (В. О. Ключевський та ін.) і заперечувала самостійність історичного процесу розвитку України . Оригінальний текст (рос.) [В середине 17 в. Украина переживает антифеодальную крестьянскую революцию, известную в истории под названием Хмельничины <…> В результате революции восточная часть Украины, входившая ранее в Литовское гос-во, образует отдельное сословно-казацкое государство — Гетманщину, находящуюся под управлением казацкой старшины во главе с ее выборным гетманом, вошедшую в 1654 на вассальных правах в состав Московского гос-ва. Великодержавно - шовинистическая историография рассматривала так наз. «присоединение Украины» к России в 1654 как «воссоединение» двух частей единой «русской» национальности (В. О. Ключевский и др.) и отрицала самостоятельность историч. процесса развития Украины ] Помилка: {{Lang}}: текст вже має курсивний шрифт (допомога) |

## У СРСР
За часів існування СРСР пропагувались виникнення великодержавного шовінізму в епоху утворення націй та національних держав та його наявність у «дореволюційних» багатонаціональних державах (Російській імперії, Австро-Угорщині, Великій Британії та інш.), а також у сучасних багатонаціональних державах, зокрема США, Південно-Африканській республіці, Югославії та інш. Існування ж великодержавного шовінізму у СРСР заперечувалось.
Широке застосування термін отримав в ліберальному та революційному середовищі кінця XIX — початку ХХ століття.
З приходом більшовиків до влади термін увійшов в ужиток і став одним з найбільш негативно забарвлених ідеологічних кліше; великодержавний шовінізм був протиставлений інтернаціоналізму.
Володимир Ленін проголосив гасло: «Великодержавному шовінізму-бій!». Зінов'єв закликав «підсікати головку нашого російського шовінізму», « розпеченим залізом припекти всюди, де є хоча б натяк на великодержавний шовінізм…».
Микола Бухарін на XII з'їзді РКП(б) оголосив співвітчизникам: «ми в якості колишньої великодержавної нації <…> повинні поставити себе в нерівне становище <…> тільки при такій політиці, коли ми себе штучно поставимо в положення, більш низьке в порівнянні з іншими, тільки цією ціною ми зможемо купити довіру перш пригноблених Націй».
Великодержавність особливо відчувалася при створенні національних органів управління на місцях. Нарком землеробства я.а. Яковлєв нарікав, що «через апарат проникає підлий великодержавний російський шовінізм».
У всіх промовах і.в. Сталіна з національного питання на з'їздах партії з X по XVI він оголошувався головною небезпекою для держави. Сталін проголосив: «рішуча боротьба з пережитками великоруського шовінізму є першим черговим завданням нашої партії». Але з часом, поступаючись вимогам створюваних надцентралізованих загальнодержавних структур, теза була забута і національні мови були знову витіснені з державного апарату, де російська стала єдиною мовою діловодства. Так що в подальшому цей термін зберігався лише в Радянському офіціозі; ось, наприклад, визначення ВРЕ: Оригінал: «„В. ш., как и др. формам буржуазного национализма, марксистские партии противопоставляют последовательный интернационализм пролетарский. Социалистическая революция ликвидирует социальные причины В. ш., национализма. В ходе социалистического строительства между народами возникают, развиваются равенство, дружба, братская взаимопомощь. При решении национального вопроса в СССР в переходный период к социализму имели место проявления уклона к В. ш. Его социальной базой были остатки эксплуататорских классов, некоторое оживление капиталистических элементов в период нэпа. Выражался В. ш. в игнорировании национальных особенностей, непризнании на практике принципа национального равноправия и т. п. На 10-м (1921), 12-м (1923), 16-м (1930) съездах партии этот уклон был разоблачён и преодолен. Идеология и политика В. ш. чужды советскому обществу. По Конституции СССР (ст. 123) какое бы то ни было прямое или косвенное их проявление караются законом.
Коммунистические и рабочие партии, выступающие под знаменем марксизма-ленинизма, ведут решительную, бескомпромиссную борьбу против всех проявлений В. ш., воспитывают трудящихся в духе пролетарского интернационализма и социалистического патриотизма.“»
Переклад: «„В. ш., як і ін. формам буржуазного націоналізму, марксистські партії протиставляють послідовний інтернаціоналізм Пролетарський. Соціалістична революція ліквідує соціальні причини В. ш., націоналізму. В ході соціалістичного будівництва між народами виникають, розвиваються рівність, дружба, Братська взаємодопомога. При вирішенні національного питання в СРСР в перехідний період до соціалізму мали місце прояви ухилу до В. ш.його соціальною базою були залишки експлуататорських класів, деяке пожвавлення капіталістичних елементів в період НЕПу. Висловлювався в. ш.в ігноруванні національних особливостей, невизнанні на практиці принципу національної рівноправності і т. ін. на 10-му (1921), 12-му (1923), 16-му (1930) з'їздах партії цей ухил був викритий і подоланий. Ідеологія і політика В. ш.чужі радянському суспільству. За Конституцією СРСР (ст.123) яке б то не було пряме або непряме їх прояв караються законом. Комуністичні і робітничі партії, які виступають під прапором марксизму-ленінізму, ведуть рішучу, безкомпромісну боротьбу проти всіх проявів в. ш., виховують трудящих в дусі пролетарського інтернаціоналізму і соціалістичного патріотизму. Комуністичні і робітничі партії, які виступають під прапором марксизму-ленінізму, ведуть рішучу, безкомпромісну боротьбу проти всіх проявів в. ш., виховують трудящих в дусі пролетарського інтернаціоналізму і соціалістичного патріотизму.“»
У часи проведення комуністичною владою політики «коренізації» великоросійський шовінізм вважався основною небезпекою у національному питанні, оскільки він перешкоджав залученню на бік влади місцевого населення. На це вказувалось у рішеннях XII (1923) з'їзду РКП(б) та XVI (1930) з'їзду ВКП(б). У виступі Й. Сталіна на XVI з'їзді ВКП(б) наголошувалось, що, порівняно з «місцевим націоналізмом», на даному етапі небезпечнішим є великодержавний шовінізм.
Національно свідомі українці,— і серед них і деякі діячі КПУ (особливо у 20-ті—30-ті роки, а, подекуди, й пізніше),— вели боротьбу з російським великодержавним шовінізмом.
Після придушення боротьби українських селян Голодомором (1932—1933) на листопадовому 1933 року пленумі ЦК КП(б)У, а потім у виступі Й. Сталіна на XVII з'їзді ВКП(б) (січень 1934) було офіційно вказано, що в УСРР основною небезпекою у національному питанні є «український націоналізм».
Від другої половини 1937 року у політиці рядянскої влади здійснюється рішучий поворот до русифікації та пропаганди переваги російських національних цінностей у межах усього СРСР.
У часи панування Й. Сталіна був створений «інститут других секретарів» Центральних Комітетів так званих «комуністичних партій союзних та автономних республік» СРСР. Його сутність зберігалась до ліквідації КПРС: перший секретар ЦК союзної республіки призначався з осіб титульної нації, а другий — обов'язково росіянин, що призначався із Москви. Знання мови, культури та історії місцевого народу не були обов'язковим, так як пріоритетним завданням було протидія сепаратизму. Другий секретар насправді відігравав роль першого, а номінальний перший секретар — лише національна бутафорія при другому. На додачу до такого становища у національних республіках були посади, які могли займати лише росіяни, або, як виняток, зрусифіковані, вірні Москві, національні кадри. Це були посади командувачів військовими окру́гами, начальників гарнізонів, начальників прикордонних загонів, голів комітетів державної безпеки республік, міністрів внутрішніх справ, керівників залізниць та повітряними лініями, міністрів зв'язку республік, директорів підприємств союзного значення, завідувачів головними відділами ЦК республік. Перші заступники голів рад міністрів союзних республік та перші заступники усіх міністрів (де міністр — не росіянин) теж обов'язково мали бути росіянами.